# Arduin Glaber de Torino
Arduin Glaber, supranumit cel Viteaz (în limba italiană: Arduino Glabrio, Glabrione sau il Glabro) (n. 930 d.Hr. – d. 976 d.Hr.), aparținând familiei Arduinicilor, a fost conte de Auriate din c. 935 și primul margraf de Torino din c. 950.

## Biografie
Arduin făcea parte din familia Arduinicilor, pe ai cărei membri i-a susținut și a fost întemeietorul mărcii torineze, pe care a creat-o prin cuceriri și obținerea de concesii regale. The Chronicon Novaliciense, realizată în abația de Novalesa, constituie sursa primară pentru viața sa.
Arduin a fost fiul mai mare al contelui Roger de Auriate, un nobil franc ajuns în Italia de la începutul secolului al X-lea. Comitatul Auriate cuprindea regiunea mărginită de Alpi, râul Pad și departamentul Stura, corespunzând astăzi regiunilor Saluzzo și Cuneo.
Succedând lui Roger, contele Arduin (Ardoino comes) este atestat pentru prima dată în data de 13 aprilie 945, când a făcut parte din scaunul de judecată a contelui Lanfranc la Pavia, în prezența regelui Lothar al II-lea de Italia. Probabil anterior, cândva între 940 și 942, el deja achiziționase Torino și valea râului Susa, readucând Novalesa sub controlul creștinilor. În 941, regele Ugo de Italia l-a exilat pe Berengar de Ivrea și a pus capăt Mărcii de Ivrea. Dat fiind că familia lui Berengar, Anscarizii, deținuse până în acel moment Torino, este probabil ca Ugo să fi acordat acest oraș lui Arduin. În orice caz, din primăvara lui 942 Berengar sosise deja la curtea regelui Otto I al Germaniei.
Berengar a revenit odată cu moartea lui Ugo și l-a dominat pe tânărul Lothar al II-lea și pe mama acestuia, Adelaida. El figurează ca summus consiliarius (cel mai înalt consilier) începând din martie sau aprilie 945 și consors regni (consort regal) în iunie 948. În această perioadă, Arduin s-a apropiat de Berengar și probabil a obținut avantaje de pe urma încoronării acestuia (ca Berengar al II-lea) din 15 decembrie 950. În 13 noiembrie 950, i s-a acordat administrarea asupra abației de Novalesa, în mod oficial de către Lothair, dar probabil prin intervenția aceluiași Berengar. La acel moment, Torino a devenit principala rezidență a lui Arduin. Cu toate că el nu este consemnat cu titlul de marchio (margraf) înainte de 20 iunie 967, este probabil ca el să-l fi primit, odată cu marca Arduinica, în timpul procesului de reorganizare a mărcilor întreprins de Berengar al II-lea. Marca includea pe atunci ținuturile de Auriate, Torino, Asti, Albenga și probabil Bredula, Alba și Ventimiglia.
Scrisă mai târziu (la începutul secolului al XII-lea, Vita Mathildis, biografia Matildei de Canossa redactată de către Donizone de Canossa, îl plasează pe Arduin ca participant la asediul asupra Canossei întreprins de Berengar în 951, după ce Adelaida, fosta regină-mamă, căutase obținerea protecției din partea lui Adalbert Atto, contele de Canossa. Această poveste este probabil un fals, dat fiind că Arduin preconiza o alianță matrimonială cu contele Adalbert Atto, a cărui fiică, Prangarda s-a căsătorit în cele din urmă cu fiul lui Arduin, Manfred I.
La o dată mai timpurie, Arduin a fost în mod cert implicat în disputa contra sarazinilor, care ocupaseră valea Susei și își stabiliseră o bază la Fraxinetum, situată în vecinătate, în Provence. Se poate ca el să fi reușit să îi alunge din zonă în 940–941. Cu această ocazie, el și-a adăugat probabil stăpânirilor sale Albenga, Alba și Ventimiglia prin cucerire. Este sigur că Arduin a participat la războaiele conților de Provence Guillaume I și Rotbold al II-lea împotriva sarazinilor din Fraxinetum. Potrivit cronicarul Liutprand de Cremona în al său Antapodosis, în 972 sau 973 Arduin și Rotbold au condus atacul reușit asupra Fraxinetum însuși. În conformitate cu un document comital ulterior, datat în 1041, Arduin a obținut cu acea ocazie orașele Tenda, Briga și Saorgio, cărora le-a acordat concesii. Arduin a fost ultima dată menționat ca fiind în viață în 4 aprilie 976. În ciuda faptului că i-a repatriat în ținuturile lor de origine, cucerite acum de la sarazini, călugării din Novalesa — care se refugiaseră din fața incursiunilor musulmane din 906 și se aflau încă la Torino până la 929 — l-au acuzat pe Arduin cum că nu le-ar fi respectat drepturile: Ardoinus vir potens ... nobis tulit [vallem Segusinam] tantum ... erat plenus viciis ... superbia tumidus ... in adquirendis rebus alienis avaricie faucibus succensus.
Arduin a fost căsătorit cu o femeie numită Vmille în Necrologio Sanctæ Andreæ Taurinensis, probabil Emilia sau Immula. Ei au avut două fiice: Alsinda, care se va căsători cu Giselbert al II-lea de Bergamo, și Richilda, măritată cu margraful Conrad de Ivrea. Arduin a fost succedat de către fiul său mai mare, Manfred. Pe lângă aceștia, el a mai avut doi fii mai mici, Arduin și Otto.